# Frente Norte (Unión Soviética)
El Frente Norte fue una formación militar de tipo frente (o grupo de ejércitos) del Ejército Rojo de las Fuerzas Armadas de la Unión Soviética durante la Segunda Guerra Mundial.

## Historia
Creado el 24 de junio de 1941, dos días después del inicio de la Operación Barbarroja, a partir del Distrito Militar de Leningrado. Su zona de acción iba desde la península de Kola, al norte, hasta el golfo de Finlandia, al sur, teniendo también encomendada la defensa de Leningrado. En esta última misión concentró la mayoría de sus recursos, llegando a movilizar a unos 200.000 civiles para que cavaran trincheras y zanjas contracarro al sur de la ciudad, creándose 15.000 posiciones de combate y 35 kilómetros de trincheras.
Ante el arrollador avance del Grupo de Ejércitos Norte alemán que derrotó a los Ejércitos del Frente del Noroeste en los Estados Bálticos, el 4 de julio Zhúkov, Jefe del Estado Mayor General, ordenó que se creara una línea defensiva al sur de Leningrado, en el río Luga, al tiempo que se le confiaba al Frente Norte la Flota del Báltico y el 8.º Ejército. Popov crea entonces el Grupo Operativo Luga (GOL), al mando del teniente general K.P. Piadyshev, para hacerse cargo de dicho sector. Esta unidad fue la que desde mediados de julio se enfrentó a las primeras unidades blindadas alemanas que llegaron a la región de Leningrado. 
Tras un mes de julio de relativa calma, el Frente del Norte fue atacado el 8 de agosto en toda la línea del río Luga. Los avances alemanes fueron lentos pero continuos, y su objetivo, en vez de ocupar Leningrado, era aislarla del resto de Rusia por el este. Hacia esa zona se dirigió una importante agrupación alemana, en donde se encontraba el 48.º Ejército, el cual fue duramente castigado, y obligado a retirarse hacia el Río Vóljov. Dicho Ejército pertenecía al Frente del Nordeste, pero desde el 23 de agosto se asignó al Frente Norte con la misión de defender los accesos de Leningrado desde el sureste. Pocos días después, el 26 de agosto de 1941, el Frente Norte se dividió en dos: Frente de Leningrado, al mando de Markián Popov y con los Ejércitos 8.º, 23.º y 48.º y lo que quedaba del Grupo Operativo Luga, más la Flota del Báltico, y el Frente de Carelia, al mando del teniente general Valerián Frolov, con los Ejércitos 7.º, 4.º y con la Flota del Norte.

## Mandos

### Comandante
- Teniente general Markián Popov

### Miembros del Consejo Militar
- Comisario de cuerpo Nikolái Kleméntiev

## Orden de batalla
- 14.º Ejército
- 7.º Ejército
- 23.º Ejército

- 8.º Ejército desde el 4 de julio.
- 48.º Ejército desde el 23 de agosto.